# Flirty Dancing
Flirty Dancing är en svensk dejtingsåpa i 4 delar med premiär på TV4, TV4 Play och C More den 5 mars 2020. Programmet är baserat på en brittisk förlaga med samma namn. Programledare är musikalartisten Rennie Mirro.

## Upplägg
Flirty Dancing är ett deljtingprogram där dans utgör en viktigt komponent. I varje avsnitt av Flirty dancing matchas två par ihop. De får sedan var för sig lära sig sin halva av en koreografi som tagits fram av Rennie Mirro. När paren möts för första gången sker det på en plats någonstans i Stockholm där de ska genomföra sin dans tillsammans. Under dansen får de inte prata med varandra. När de dansat klart skiljs paren åt och de två singlarna måste bestämma om de vill ses igen.